# Scolopendra abnormis
Scolopendra abnormis (tên tiếng Anh Serpent Island centipede) là một loài rết thuộc họ Scolopendridae. Đây là loài đặc hữu của Mauritius.